# 馬ノ神山
馬ノ神山（まのがみやま）とは、青森県五所川原市と青森市の境界にある標高549.2mの山である。当山は、中山山脈の一部を成している。 

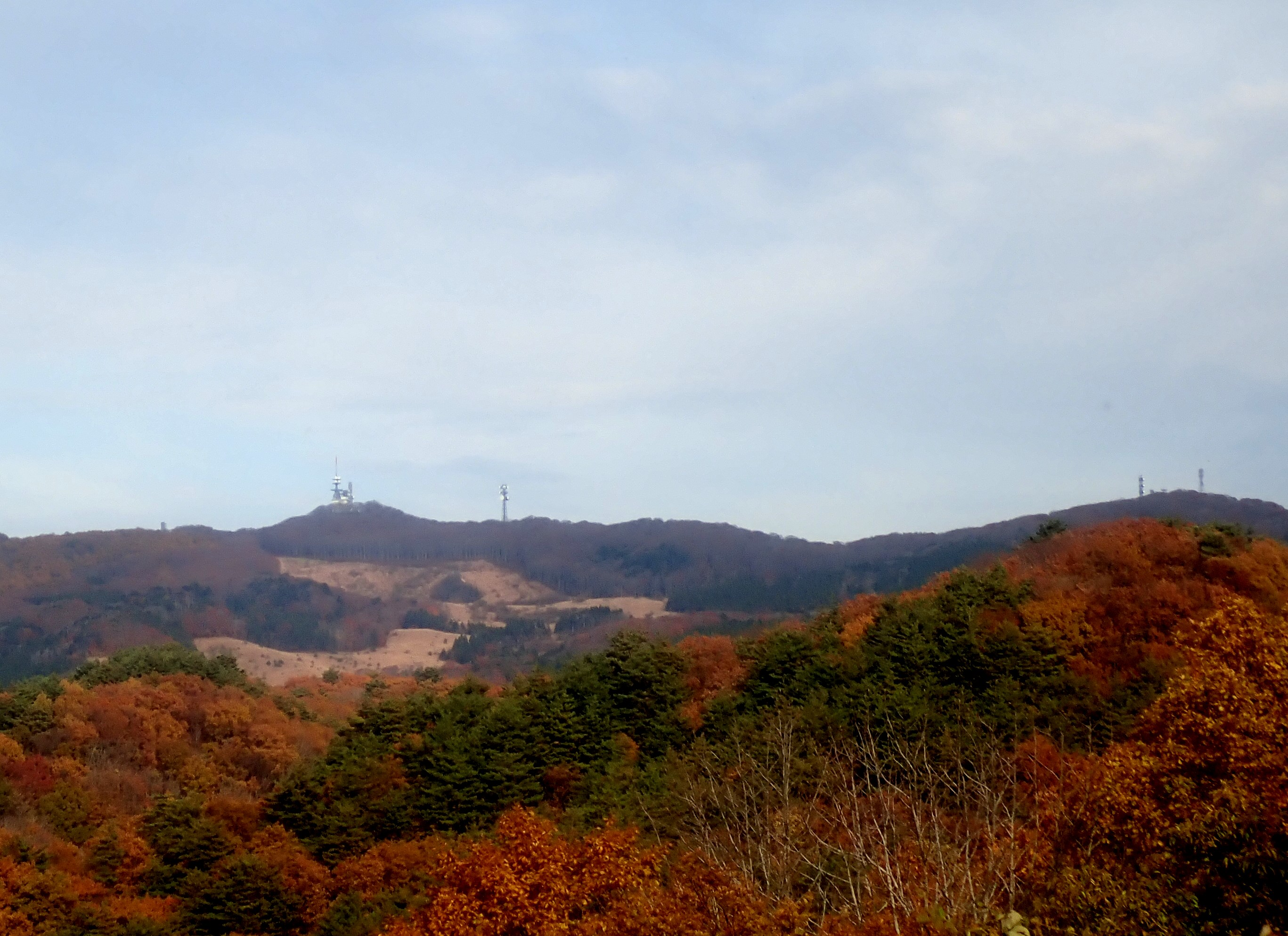
青森県立梵珠少年自然の家付近より山頂を撮影

## 道路事情
- 五所川原市戸沢で五所川原市道松野木飯詰線から分岐して約6.2km進むと中洲川山との分岐まで進む。
- 付近には玉清水牧場（冬期閉鎖）があるため、比較的近くまで道が舗装されているが、馬ノ神山・中洲川山との分岐点付近で舗装が終わる。ちなみに、この分岐点から馬ノ神山までは未舗装の道路（路線長約800m）があるが、この道は所々溝のような陥没がある。なお、途中に通信施設があるが、この通信施設が、分岐点から馬ノ神山山頂まで丁度中間地点となる。
- なお、春先になると上記にある分岐点までは除雪されるが、その先は完全な雪解けまで通行できない。

## 放送送信・通信設備
山頂には、青森県をエリアとする全テレビ局共同使用のデジタルテレビ放送並びに青森テレビ・青森朝日放送のアナログテレビ放送及びエフエム青森の親局や、警察庁などの業務無線の中継局が置かれている。
- 青森市や弘前市などの津軽地方の大部分の地域へ電波を送信している。
- NHK青森放送局と青森放送は、ここから直線で約1.5kmほど離れた通称・中洲川山にアナログテレビ放送中継局（名称：五所川原中継局）を別途設置している。この両局のアナログテレビ放送親局とNHK青森放送局FM放送親局は青森市の鷹森山に設置されている。ただし、青森市西部の細越地区などでは受信がやや困難な世帯もある（詳細は、該当項も参照のこと）。その改善の一環として、近隣にある青森朝日放送本社鉄塔に、新たに細越中継局を設置した。
- デジタルテレビ放送は、ここで県内全世帯の約57%をカバーしている。
- なお、本項では、2016年6月30日にサービス終了[1]したジャパン・モバイルキャスティング「NOTTV」・青森中継局（2013年10月15日開局）についても併せて記述する。

### 地上デジタルテレビ放送送信設備
| リモコン キーID | 放送局名         | コールサイン | 物理 チャンネル | 空中線電力 | ERP   | 放送対象地域 | 放送区域 内世帯数 | ワンセグ 局名表記   | チャンネル 利用番号                    |
| --------------- | ---------------- | ------------ | --------------- | ---------- | ----- | ------------ | ----------------- | ------------------- | -------------------------------------- |
| 1               | RAB 青森放送     | JOGR-DTV     | 28ch            | 1kW        | 7.1kW | 青森県       | 約28万5000世帯    | RAB 青森放送携帯    | 011-013 611（ワンセグ）                |
| 2               | NHK 青森Eテレ    | JOTC-DTV     | 13ch            | 1kW        | 8.9kW | 全国放送     | 約28万5000世帯    | NHK携帯2            | 021-023 621（ワンセグ）                |
| 3               | NHK 青森総合     | JOTG-DTV     | 16ch            | 1kW        | 8.9kW | 青森県       | 約28万5000世帯    | NHK 携帯G・青森     | 031-032 631（ワンセグ）                |
| 5               | ABA 青森朝日放送 | JOAH-DTV     | 32ch            | 1kW        | 7.1kW | 青森県       | 約28万5000世帯    | 青森朝日放送 [携帯] | 051-053 651（ワンセグ）                |
| 6               | ATV 青森テレビ   | JOAI-DTV     | 30ch            | 1kW        | 7.1kW | 青森県       | 約28万5000世帯    | ATV 青森テレビ携帯  | 061-062 268（Gガイド） 661（ワンセグ） |

### 地上アナログテレビ放送送信設備
| チャンネル | 放送局名         | コールサイン | 空中線電力         | ERP                | 放送対象地域 | 放送区域 内世帯数 |
| ---------- | ---------------- | ------------ | ------------------ | ------------------ | ------------ | ----------------- |
| 34ch       | ABA 青森朝日放送 | JOAH-TV      | 映像10kW 音声2.5kW | 映像100kW 音声25kW | 青森県       | 26万7017世帯      |
| 38ch       | ATV 青森テレビ   | JOAI-TV      | 映像10kW 音声2.5kW | 映像110kW 音声27kW | 青森県       | 26万7017世帯      |

- NHK青森放送局とRAB青森放送は、鷹森山に青森県の親局を、通称・中洲川山に五所川原中継局を、それぞれ置いていた。

### マルチメディア放送送信設備
| 周波数                                      | 放送局名      | 空中線電力 | ERP  | 放送区域     | 放送区域内世帯数 | 開局日         | 閉局日        |
| ------------------------------------------- | ------------- | ---------- | ---- | ------------ | ---------------- | -------------- | ------------- |
| 214.714286MHz （VHF11chに相当する周波数帯） | Jモバ 青森MMH | 7.5kW      | 75kW | 青森県の一部 | 約-世帯          | 2013年10月15日 | 2016年6月30日 |

- 送信設備は、ABA旧アナログ送信所の施設を利用。
- 送信アンテナは、ATV・ABAの旧アナログ送信アンテナを撤去した跡に取り付けられていた。

### FMラジオ放送送信設備
| 周波数  | 放送局名         | コールサイン | 空中線電力 | ERP   | 放送対象地域 | 放送区域 内世帯数 |
| ------- | ---------------- | ------------ | ---------- | ----- | ------------ | ----------------- |
| 80.0MHz | AFB エフエム青森 | JOWU-FM      | 1kW        | 2.6kW | 青森県       | 約-世帯           |

- 送信設備は、ATVアナログ送信所の施設を間借りしていたが、アナログ放送終了で、AFB単独の施設となった。なお、RAB青森FM局は、当地から少し南側の前田野目山国有林地内に置かれた[4]。

#### 送信所置局住所
- 五所川原市飯詰字飯詰山国有林104へ班小班

### 歴史
- 1969年12月1日 - 青森テレビアナログ送信所開局。
- 1986年
  - 7月19日 - 青森テレビ送信所の鉄塔建設と局舎改築工事祈願祭挙行[5]。
  - 10月23日 - 送信鉄塔・送信空中線・局舎改築工事完了[5]。
  - 11月12日 - 新設備稼働開始[5]。
- 1987年4月1日 - エフエム青森送信所開局。
- 1991年10月1日 - 青森朝日放送アナログ送信所開局。
- 2004年12月1日 - NHK青森放送局デジタル放送の免許申請[6]。
- 2005年
  - 3月3日 - 在青民放テレビ局デジタル放送の免許申請[7]。
  - 6月10日 - 在青テレビ局デジタル放送局に予備免許交付[8]。
  - 11月11日 - NHK青森放送局デジタル放送局に本免許交付[9]。
  - 12月1日 - NHK青森放送局デジタル送信所開局。
- 2006年
  - 6月14日 - 在青民放テレビ局デジタル放送局に本免許交付[10]。
  - 7月1日 - 在青民放テレビ局デジタル送信所開局
- 2007年5月 - 青森テレビのGガイド（地上D268ch）放送開始。
- 2011年7月24日 - 青森テレビと青森朝日放送のアナログ送信所閉局。
- 2013年
  - 7月29日 - ジャパン・モバイルキャスティング（Jモバ）青森中継局に予備免許交付[11]。
  - 8月22日 - Jモバ青森中継局が試験放送開始[12]。
  - 10月3日 - Jモバ青森中継局に本免許交付[13]。
  - 10月15日 - Jモバ青森中継局が本放送開始[14]。
- 2016年6月30日 - 正午をもって、Jモバ青森中継局が閉局[1][15]。

### 備考
- デジタルテレビ放送のエリアは以下のとおり。
  - 青森市[16]・弘前市・五所川原市[17]・つがる市・北津軽郡（中泊町小泊地区の一部を除く）の各全域
  - 黒石市・南津軽郡・中津軽郡西目屋村・西津軽郡・東津軽郡・上北郡・下北郡の各一部地域
- NHK青森放送局FM放送は、鷹森山のアナログテレビ送信所に併設。
- 2005年10月7日放送のNHK青森放送局「クローズアップあおもり」“いよいよスタート!地上デジタル放送”や青森テレビのデジタル放送試験放送（アナログ放送とのサイマル放送開始前）では、当デジタルテレビ送信所内部の一部が放送された。
- 青森朝日放送のアナログ放送オープニングでは、2011年7月24日まで当山山頂（送信所群一帯）の空撮映像が流れていた。